# Clay (namn)
Clay är ett engelskt förnamn och efternamn.

## Clay som efternamn
- Alexander S. Clay (1853-1910) amerikansk senator
- Bryan Clay (född 1980) amerikansk friidrottare
- Cassius Clay mer känd som Muhammad Ali (född 1942) amerikansk boxare
- Clement Claiborne Clay (1816-1882) amerikansk senator
- Clement Comer Clay (1789-1866) amerikansk politiker, guvernör och jurist
- Edward Clay (född 1945) brittisk diplomat, ambassadör
- Henry Clay (1777-1852) amerikansk statsman
- Lacy Clay (född 1956) amerikansk politiker i kongressen
- Lucius D. Clay (1897-1978) amerikansk general

## Clay som förnamn
- Clay Aiken (född 1978) amerikansk artist
- Clay Allison (1840-1887) amerikansk brottsling
- Clay Ketter (född 1961) amerikansk konstnär
- Clay Regazzoni (1939-2006) schweizisk racerförare